# جولیانا رانتسیک
جولیانا رانتسیک (انگلیسی: Giuliana Rancic؛ ‏ ‎/ˈræntsɪk/‎؛ ‏ زادهٔ ۱۷ اوت ۱۹۷۴) روزنامه‌نگار حوزهٔ سرگرمی و شخصیت تلویزیونی ایتالیایی-آمریکایی است. وی از سال ۱۹۹۸ میلادی تاکنون مشغول فعالیت بوده‌است.
از فیلم‌هایی که وی در آن نقش داشته‌است، می‌توان به چهار شگفت‌انگیز: قیام موج‌سوار نقره‌ای و جایگزین اشاره کرد.